# Craterocephalus nouhuysi
Craterocephalus nouhuysi är en fiskart som först beskrevs av Weber, 1910.  Craterocephalus nouhuysi ingår i släktet Craterocephalus och familjen silversidefiskar. Inga underarter finns listade i Catalogue of Life.